# Salitre de la Cal
Salitre de la Cal är en ort i kommunen Santo Tomás i delstaten Mexiko i Mexiko. Samhället hade 115 invånare vid folkräkningen 2020.